# Slowenische Fußballnationalmannschaft (U-16-Junioren)
Die slowenische U-16-Fußballnationalmannschaft ist eine Auswahlmannschaft slowenischer Fußballspieler. Sie unterliegt dem Nogometna zveza Slovenije und repräsentiert ihn international auf U-16-Ebene, etwa in Freundschaftsspielen gegen die Auswahlmannschaften anderer nationaler Verbände. Spielberechtigt sind Spieler, die ihr 16. Lebensjahr noch nicht vollendet haben und die slowenische Staatsbürgerschaft besitzen, bei Einladungsturnieren kann hiervon gegebenenfalls abgewichen werden. 

## Hintergrund und Geschichte
Derzeit wird in der U-16-Altersklasse kein offizielles Turnier mehr seitens der FIFA organisiert. Seit einer Pilotphase 2012 werden seitens der UEFA sog. „Entwicklungsturniere“ veranstaltet, die jedoch nicht den Charakter einer europaweiten Meisterschaft haben. Vielmehr steht hier die Sichtung von Nachwuchstalenten und der Austausch mit anderen Verbänden im Vordergrund. 
Bis zur Unabhängigkeit Sloweniens von Jugoslawien gab es keine eigenständige Juniorenauswahl, 1992 erfolgte die Wiederaufnahme in die FIFA. In der Folge wurde die U-16-Auswahlmannschaft aufgebaut, für die Altersklasse gab es jedoch seit 1989 keinen FIFA-Wettbewerb mehr, da seinerzeit die U-16-Weltmeisterschaft in eine U-17-Weltmeisterschaft überführt worden war. Bis zur analogen Anhebung für die entsprechende Europameisterschaft im Jahr 2001 trat die U-16-Nationalelf ab 1993 in der Qualifikation an und erreichte zwei Mal eine Endrunde, seither bestreitet die kroatische U-17-Nationalmannschaft die entsprechenden Kontinentalturniere. 

## Teilnahme an U-17-Europameisterschaften
(Seit 2002 U-17-Europameisterschaft)
| 1992 | Teil von Jugoslawien |
| 1993 | nicht qualifiziert   |
| 1994 | nicht qualifiziert   |
| 1995 | Vorrunde             |
| 1996 | nicht qualifiziert   |
| 1997 | Vorrunde             |
| 1998 | nicht qualifiziert   |
| 1999 | nicht qualifiziert   |
| 2000 | nicht qualifiziert   |
| 2001 | nicht qualifiziert   |